# Eigenherstellung von Arzneimitteln

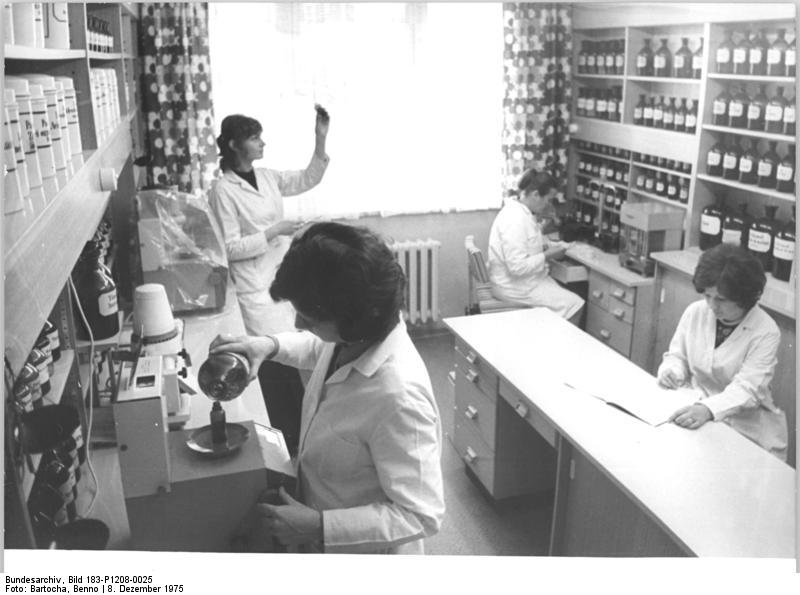
Rezepturraum einer Apotheke in Friedland (1975)

Bei der Eigenherstellung von Arzneimitteln in Apotheken werden Arzneimittel von Apothekern nach Verschreibung durch einen Arzt oder auf Verlangen eines Patienten nach einer Rezeptur individuell zubereitet. Solche Arzneimittel werden als Rezepturarzneimittel bezeichnet. In Österreich wird dies magistrale Zubereitung, in der Schweiz formula magistralis genannt. Defekturarzneimittel sind Arzneimittel, die in Mengen bis zu hundert abgabefertigen Packungen pro Tag in Apotheken selbst hergestellt werden, ohne dass es dafür nach dem deutschen Arzneimittelgesetz einer Herstellungserlaubnis oder Arzneimittelzulassung bedarf. Die offizinale Zubereitung in Österreich und die formula officinalis in der Schweiz bezeichnen die Apothekenherstellung nach einer Monographie des Arzneibuches zur unmittelbaren Abgabe an die Patienten, die Kunden dieser Apotheke sind; dies entspricht im Wesentlichen der Defektur.
Im Gegensatz zu Rezeptur- und Defekturarzneimitteln stehen Fertigarzneimittel, welche in einer Menge von über 100 Stück am Tag hergestellt werden oder aus sonstigen Gründen einer Herstellungserlaubnis und Zulassung bedürfen. Diese werden meist von Pharmaunternehmen industriell in standardisierten Dosierungen und Mengen produziert und verpackt. Es gibt aber auch Apothekenbetriebe, die über eine Herstellungserlaubnis für bestimmte Produkte verfügen.

## Methodische und rechtliche Grundlagen
Für die Eigenherstellung von Arzneimitteln gibt es anerkannte Rezepturvorschriften, wie beispielsweise das Neue Rezeptur-Formularium (NRF) oder die in der Deutschen Demokratischen Republik (DDR) bis 1990 verwendeten und in den neuen Bundesländern noch immer häufig genutzten Standardrezepturen (SR) sowie deren Vorläufer, die Deutschen Reichsformeln (DRF). Solche Ad-hoc-Zubereitungen nach standardisierten und geprüften Vorschriften werden auch als magistrale Rezepturen bezeichnet. Hinsichtlich der analytischen Untersuchungen gelten die Vorschriften des Arzneibuches, in Deutschland also beispielsweise des Deutschen Arzneibuches (DAB) und des Europäischen Arzneibuches (Ph. Eur.). Rechtsgrundlage für die Eigenherstellung von Arzneimitteln in Apotheken ist in Deutschland die Apothekenbetriebsordnung. Nach dem deutschen Arzneimittelgesetz sind Rezeptur- und Defekturarzneimittel nicht zulassungspflichtig. Das sich ebenfalls aus dem Arzneimittelgesetz ergebende Verbot der Abgabe von bedenklichen Arzneimitteln gilt jedoch auch für Arzneimittel aus Eigenherstellung. Die Schutzwirkung von Patenten erstreckt sich, gemäß Paragraph 11 Absatz 3 des deutschen Patentgesetzes, nicht auf die unmittelbare Einzelzubereitung eines Medikamentes durch einen Apotheker aufgrund ärztlicher Verordnung.
In Österreich werden die Begriffe Offizinale Zubereitung und Magistrale Zubereitung im österreichischen Arzneimittelgesetz bestimmt, die Definition von Formula magistralis und Formula officinalis ist im schweizerischen Heilmittelgesetz zu finden. Auch die europäische Richtlinie 2001/83/EG verwendet die Begriffe Formula magistralis und Formula officinalis.

## Arzneiformen und Anwendungsgebiete
Die häufigsten Arzneiformen bei Rezeptur- und Defekturarzneimitteln sind Salben und Cremes, Zäpfchen und Kapseln sowie Tinkturen und andere flüssige Zubereitungen. Zu den wichtigsten Anwendungsgebieten für diese Arzneimittel gehören dermatologische Präparate zur Behandlung von Hautkrankheiten sowie Zytostatika zur Krebstherapie. Von Vorteil bei Arzneimitteln aus Eigenherstellung sind vor allem die Möglichkeit zur individuellen Dosierung sowie gegebenenfalls Kombination mit weiteren Wirkstoffen sowie die Vermeidung von allergischen Reaktionen gegen bestimmte Inhaltsstoffe von Fertigarzneimitteln. Die wichtigsten Nachteile sind die höheren Kosten durch die manuelle Herstellung und die begrenzte Haltbarkeit. Aus diesem Grund werden Rezepturarzneimittel nur bei konkretem Bedarf und in Mengen zubereitet, die zum zeitnahen Verbrauch bestimmt sind. Eine Bevorratung beim Patienten ist im Regelfall nicht vorgesehen. Auch Defekturarzneimittel werden meist nicht über einen längeren Zeitraum gelagert.

## USA
In den USA ist die Eigenherstellung von Arzneimitteln auf andere Weise festgelegt, beispielsweise können Krankenhäuser die Eigenherstellung von Arzneimitteln auslagern. Dazu gibt es spezielle compounding pharmacies. In diesen werden, unter Umgehung der regulären Arzneimittelzulassung und der Good-Manufacturing-Practice-Regularien, in Massenfertigung preisgünstige Arzneimittel hergestellt. Das Outsourcen wurde in den letzten Jahren immer beliebter. So lagerten 2002 nur 21 % der US-amerikanischen Krankenhäuser Teile ihrer Eigenherstellung von Arzneimitteln aus, im Jahr 2011 waren es 71 %. Dadurch nahmen auch die damit verbundenen Risiken zu.
Im Oktober 2012 wurde ein Ausbruch von Hirnhautentzündungen durch Pilzinfektionen in den Vereinigten Staaten bekannt. Der Ausbruch konnte zu drei kontaminierten Arzneimittel-Chargen zur Injektion in das Rückenmark zurückverfolgt werden. Die Arzneimittel wurden vom New England Compounding Center (NECC), einer compounding pharmacy in Framingham abgefüllt und verkauft. Dosen von diesen drei Chargen wurden zwischen Mai 2012 und September 2012 in 75 verschiedenen medizinischen Einrichtungen an rund 14 000 Patienten verabreicht. Die ersten Symptome wurden Ende August berichtet, jedoch wurde erst Ende September klar, dass die Fälle eine gemeinsame Ursache hatten. Bis zum März 2013 starben 48 Menschen und 720 wurden wegen bestehender Pilzinfektionen behandelt.